# Rio Lobo
Rio Lobo és un western del 1971 protagonitzat per John Wayne. La pel·lícula va ser l'última dirigida per Howard Hawks, amb un guió de Leigh Brackett. La cinta es va rodar en Technicolor amb un temps de 110 minuts. La partitura musical va ser composta per Jerry Goldsmith i es va rodar a Cuernavaca en l'estat mexicà de Morelos i a Tucson, Arizona.
Va ser la tercera pel·lícula en una trilogia dirigida per Hawks que es basen en la idea d'un xèrif que defensa la seva oficina en contra d'un bel·ligerant proscrit a la ciutat: les altres dues pel·lícules van ser: Rio Bravo (1959) i El Dorado (1966), també protagonitzades per John Wayne. La pel·lícula és una nova declinació del canemàs de Rio Bravo: terratinent dèspota, ciutat terroritzada, presó assetjada, justicier envellit... però aquesta versió és més allunyada que El Dorado del mateix Howard Hawks. Introdueix un nou ingredient: la Guerra de Secessió. Aquesta guerra fratricida acabada, els personatges, una vegada desmobilitzats, penen per trobar les seves marques. Els rancors no han callat amb la pau, la violència i la impunitat subsisteixen. El saber fer guerrer sura i la conclusió de la pel·lícula és d'una certa amargor. Rio Lobo és l'última pel·lícula de Howard Hawks. En el moment del rodatge, la pel·lícula es titulava San Timoteo.
Ha estat doblada al català.

## Argument
A finals de la Guerra Civil Americana, un grup de sudistes comandats pel capità Pierre Cardona es dedica a robar els carregaments d'or que transporta l'exèrcit ianqui.

## Repartiment
- John Wayne
- Jorge Rivero
- Jennifer O'Neill
- Christopher Mitchum
- Jack Elam
- Victor French
- Susana Dosamantes
- Sherry Lansing
- David Huddleston
- Mike Henry
- Bill Williams
- Jim Davis
- Robert Donner
- Hank Worden
- George Plimpton
- Peter Jason
- Edward Faulkner